# Arena Inczon
Trwa dyskusja nad usunięciem tego artykułu, kliknij i weź w niej udział.
Arena Inczon – przeznaczona do koszykówki hala sportowa znajdująca się w mieście Inczon, w Korei Południowej. W tej hali swoje mecze rozgrywa drużyna Kumho Falcons. Hala została oddana do użytku w roku 1978, może pomieścić 3 000 widzów.